# Stráne pod Tatrami
Stráne pod Tatrami és un poble i municipi d'Eslovàquia. Es troba a la regió de Prešov, al nord del país.

## Història
La primera referència escrita de la vila data del 1990.

## Demografia
| Godina             | 1994 | 2004    | 2014    | 2024   |
| ------------------ | ---- | ------- | ------- | ------ |
| Nombre de persones | 906  | 1291    | 2329    | 2528   |
| Diferència         |      | +42,49% | +80,40% | +8,54% |

| Godina             | 2023 | 2024   |
| ------------------ | ---- | ------ |
| Nombre de persones | 2464 | 2528   |
| Diferència         |      | +2,59% |